# オルク・テムル (安西王)
オルク・テムル（Ürüg Temür、モンゴル語: Үрүг төмөр、中国語: 月魯鉄木児、? - 至順3年4月26日（1332年5月21日））は、クビライ・カアンの孫のアナンダの息子で、モンゴル帝国の皇族。『元史』などの漢文史料では月魯鉄木児／月魯鉄木而、『集史』などのペルシア語史料ではاورگ تیمورŪrg Tīmūrと記される。

## 概要
クビライ・カアンの三男で安西王に封ぜられたマンガラの息子のアナンダの嫡子として生まれた。マンガラから安西王位を継いだアナンダは大兵力を有する有力諸侯であり、その息子のオルク・テムルもテムル・カアンの時代より活動していた。アナンダはテムル・カアンの死後にブルガン・ハトゥンと協力してカアン位に即こうと画策したが、アユルバルワダのクーデターによって失敗し、その後カアンとなったカイシャンによって処刑された。アナンダの死によって安西王家も取りつぶされ、旧安西王領はアユルバルワダが領有することとなった。
アナンダの息子のオルク・テムルおよび旧安西王国の臣下は安西王家の復活を請願したが、再び大勢力を有しカアン位を狙うようになることを恐れたカイシャン政権によって拒絶された。この状況はカイシャン没後の仁宗（アユルバルワダ）・英宗（シデバラ）時代まで続いたため、安西王国の復活を狙うオルク・テムルらは仁宗・英宗政権の転覆を狙うようになった。英宗政権を揺るがしたコシラの叛乱のきっかけを作った陝西行省は旧安西王国領に設置されたものであるため、安西王家の旧臣が関与したのではないかとする説もある。
至治3年（1323年）、シデバラの独裁政治に不満を抱く者達が密かに結集し、暗殺を計画した。この計画の首謀者には御史大夫テクシ、知枢密院事エセン・テムル、大司農シクトゥル、前平章政事チギン・テムル、前雲南行省平章政事オルジェイ、前治書侍御史鎖南、テクシの弟の宣徽使鎖南、典瑞院使トブチ、枢密院副使ハサン、僉書枢密院事章台、衛士トゥマン及び諸王アルタン・ブカ、ボラト、オルク・テムル、曲呂不花、ウルス・ブカらがいたが、この中で最高の貴種はクビライの嫡子の直系であるオルク・テムルであった。
シデバラの暗殺には成功したものの、暗殺の首謀者たるオルク・テムル自身を新しいカーンとすることは大義名分の上で難しく、また仁宗・英宗政権で冷遇されていたオルク・テムルの報復も想像されたため、結果として経歴に傷のない晋王イェスン・テムルが新たなカアンとなった。イェスン・テムルがクリルタイでカアンに即位した同日、イェスン・テムルによってオルク・テムルは長年の宿願であった安西王位に封ぜられた。
しかし、簒奪者の汚名を着ることを嫌ったイェスン・テムルはテクシら英宗暗殺の首謀者達を捕縛・処刑し、オルク・テムルは安西王に封ぜられたわずか3月後に雲南へと流された。雲南へ流された後のオルク・テムルの動向は不明であるが、至順3年（1332年）4月に当時のカアンであるトク・テムルの命令によって捕らえられ、殺されたことが記されている。

## 安西王家の系図
『元史』・『集史』ともにほぼ同じ系図を記録している。
- 安西王マンガラ（Mangγala＞忙哥剌/mánggēlá,منگقالا/mangqālā）
  - アルスラン・ブカ（Arslan-buqa＞ارسلان بوقا/ārslān būqā）
  - 秦王アルタン・ブカ（Altan-buqa＞按檀不花/àntánbúhuā,التون بوقا/āltūn būqā）
  - 安西王アナンダ（Ananda＞阿難答/ānándā,اننده/ānande）
    - 安西王オルク・テムル（Ürüg Temür＞月魯鉄木児/yuèlǔ tiěmùér,اورگ تیمور/ūrg tīmūr）